# UGT1A6
UDP-glukuronoziltransferaza 1-6 je enzim koji je kod ljudi kodiran genom UGT1A6.

## Literatura
- Tukey RH, Strassburg CP (2000). „Human UDP-glucuronosyltransferases: metabolism, expression, and disease”. Annual Review of Pharmacology and Toxicology. 40: 581—616. PMID 10836148. doi:10.1146/annurev.pharmtox.40.1.581.
- King CD, Rios GR, Green MD, Tephly TR (септембар 2000). „UDP-glucuronosyltransferases”. Current Drug Metabolism. 1 (2): 143—61. PMID 11465080. doi:10.2174/1389200003339171.
- Bock KW, Köhle C (2006). „UDP‐Glucuronosyltransferase 1A6: Structural, Functional, and Regulatory Aspects”. UDP-glucuronosyltransferase 1A6: structural, functional, and regulatory aspects. Methods in Enzymology. 400. стр. 57—75. ISBN 9780121828059. PMID 16399343. doi:10.1016/S0076-6879(05)00004-2.
- Bosma PJ, Chowdhury JR, Huang TJ, Lahiri P, Elferink RP, Van Es HH, Lederstein M, Whitington PF, Jansen PL, Chowdhury NR (јул 1992). „Mechanisms of inherited deficiencies of multiple UDP-glucuronosyltransferase isoforms in two patients with Crigler-Najjar syndrome, type I”. FASEB Journal. 6 (10): 2859—63. PMID 1634050. S2CID 24007614. doi:10.1096/fasebj.6.10.1634050.
- Ritter JK, Crawford JM, Owens IS (јануар 1991). „Cloning of two human liver bilirubin UDP-glucuronosyltransferase cDNAs with expression in COS-1 cells”. The Journal of Biological Chemistry. 266 (2): 1043—7. PMID 1898728. doi:10.1016/S0021-9258(17)35280-8 .
- Harding D, Jeremiah SJ, Povey S, Burchell B (јануар 1990). „Chromosomal mapping of a human phenol UDP-glucuronosyltransferase, GNT1”. Annals of Human Genetics. 54 (Pt 1): 17—21. PMID 2108603. S2CID 35661967. doi:10.1111/j.1469-1809.1990.tb00356.x.
- Harding D, Fournel-Gigleux S, Jackson MR, Burchell B (новембар 1988). „Cloning and substrate specificity of a human phenol UDP-glucuronosyltransferase expressed in COS-7 cells”. Proceedings of the National Academy of Sciences of the United States of America. 85 (22): 8381—5. Bibcode:1988PNAS...85.8381H. PMC 282461 . PMID 3141926. doi:10.1073/pnas.85.22.8381 .
- Moghrabi N, Clarke DJ, Boxer M, Burchell B (октобар 1993). „Identification of an A-to-G missense mutation in exon 2 of the UGT1 gene complex that causes Crigler-Najjar syndrome type 2”. Genomics. 18 (1): 171—3. PMID 8276413. doi:10.1006/geno.1993.1451.
- Aono S, Yamada Y, Keino H, Hanada N, Nakagawa T, Sasaoka Y, Yazawa T, Sato H, Koiwai O (децембар 1993). „Identification of defect in the genes for bilirubin UDP-glucuronosyl-transferase in a patient with Crigler-Najjar syndrome type II”. Biochemical and Biophysical Research Communications. 197 (3): 1239—44. PMID 8280139. doi:10.1006/bbrc.1993.2610.
- Killard AJ, O'Kennedy R, Bogan DP (август 1996). „Analysis of the glucuronidation of 7-hydroxycoumarin by HPLC”. Journal of Pharmaceutical and Biomedical Analysis. 14 (11): 1585—90. PMID 8877866. doi:10.1016/0731-7085(96)01801-8.
- Bonaldo MF, Lennon G, Soares MB (септембар 1996). „Normalization and subtraction: two approaches to facilitate gene discovery”. Genome Research. 6 (9): 791—806. PMID 8889548. doi:10.1101/gr.6.9.791 .
- Ciotti M, Marrone A, Potter C, Owens IS (децембар 1997). „Genetic polymorphism in the human UGT1A6 (planar phenol) UDP-glucuronosyltransferase: pharmacological implications”. Pharmacogenetics. 7 (6): 485—95. PMID 9429234. doi:10.1097/00008571-199712000-00007.
- Münzel PA, Lehmköster T, Brück M, Ritter JK, Bock KW (фебруар 1998). „Aryl hydrocarbon receptor-inducible or constitutive expression of human UDP glucuronosyltransferase UGT1A6”. Archives of Biochemistry and Biophysics. 350 (1): 72—8. PMID 9466822. doi:10.1006/abbi.1997.0485.
- Duffy CF, O'Kennedy R (септембар 1998). „Determination of 7-hydroxycoumarin and its glucuronide and sulphate conjugates in liver slice incubates by capillary zone electrophoresis”. Journal of Pharmaceutical and Biomedical Analysis. 17 (8): 1279—84. PMID 9800648. doi:10.1016/S0731-7085(98)00015-6.
- Gong QH, Cho JW, Huang T, Potter C, Gholami N, Basu NK, Kubota S, Carvalho S, Pennington MW, Owens IS, Popescu NC (јун 2001). „Thirteen UDPglucuronosyltransferase genes are encoded at the human UGT1 gene complex locus”. Pharmacogenetics. 11 (4): 357—68. PMID 11434514. doi:10.1097/00008571-200106000-00011.